# Chelonus subtilistriatus
Chelonus subtilistriatus är en stekelart som först beskrevs av Papp 1971.  Chelonus subtilistriatus ingår i släktet Chelonus och familjen bracksteklar. Inga underarter finns listade i Catalogue of Life.